# Je Echte Leeftijd
Je Echte Leeftijd is een televisieprogramma dat achtereenvolgens werd uitgezonden op de commerciële zenders RTL 4, RTL 5, SBS6 en VIJFtv.

## Programmaopzet
De opzet van het programma is om mensen bewust te maken van hun levensgewoonten door dit uit te drukken in een 'echte leeftijd': is iemands 'echte leeftijd' ouder dan zijn feitelijke leeftijd, dan wordt in het programma de conclusie getrokken dat diegene "ongezond" leeft. Kijkers worden gewezen op de online test voor hun 'echte leeftijd'. Na vier seizoenen van een tiental afleveringen bleek de online "Je Echte Leeftijd-Test" door meer dan 1,6 miljoen mensen te zijn gemaakt. Het commercieel gebruik van de zo verzamelde persoonsgegevens leidde tot een onderzoek van het College bescherming persoonsgegevens.

## Seizoenen
Het derde seizoen ging op 5 december 2004 van start en werd elke zondagavond uitgezonden op RTL 4. In deze derde serie worden acht mensen gevolgd met een te hoge 'echte leeftijd'. Zij worden gecoacht om hun 'echte leeftijd' te verlagen, met als einddoel het lopen van de "Je Echte Leeftijd MiniMarathon" (18,7 km), eind januari 2005.
In de vierde serie werden acht mensen gevolgd met een te hoge 'echte leeftijd'. Zij werden gecoacht om hun echte leeftijd te verlagen, met als einddoel het lopen van de MiniMarathon eind januari 2006. De vijfde serie is uitgezonden door RTL 5.
Het vijfde seizoen startte op 4 oktober 2006 en wordt uitgezonden door SBS6 op woensdag. Deze serie werd gepresenteerd door afslankgoeroe Sonja Bakker.
Op 15 juni 2011 is bij SBS6 het zevende seizoen van start gegaan. Hierbij is tevens een nieuwe website gelanceerd.

## Onderzoek CBP
Eind 2009 concludeerde het College bescherming persoonsgegevens (CBP) na onderzoek dat het internetbedrijf Advance de wet heeft overtreden door via internetplatforms gevoelige gegevens te verzamelen van mensen en vervolgens hun geprofileerde persoonsgegevens aan derden te verkopen zonder de betrokkenen hierover duidelijk en volledig te informeren. Het zou gaan om 2,2 miljoen persoonsprofielen. Het bedrijf Advance heeft hierop inzicht gegeven in de herstelmaatregelen die het heeft getroffen en in de wijzigingen van zijn werkwijze naar aanleiding van de bevindingen van het onderzoek. Daarmee heeft het internetbedrijf aannemelijk gemaakt dat de geconstateerde overtredingen van de Wet bescherming persoonsgegevens (Wbp) zijn beëindigd. Op 24 december heeft het CBP besloten geen verdere stappen te ondernemen tegen het internetbedrijf Advance.
Indertijd was Advance voor 30 procent in handen van de durfinvesteringsmaatschappij Van den Ende & Deitmers Venture Capital Partners en in 2010 nam de producent van Je Echte Leven, Eyeworks, het crossmediabedrijf Advance over.